# Mer des Camotes
La mer des Camotes est une partie de la mer des  Philippines,. Elle est délimitée par les îles de Leyte à l'est, Bohol au sud et Cebu à l'ouest. Elle communique avec la mer de Visayan au nord par le détroit séparant Cebu de Leyte et avec la mer de Bohol au sud par le détroit de Bohol au sud-ouest et le détroit de Canigao au sud-est.

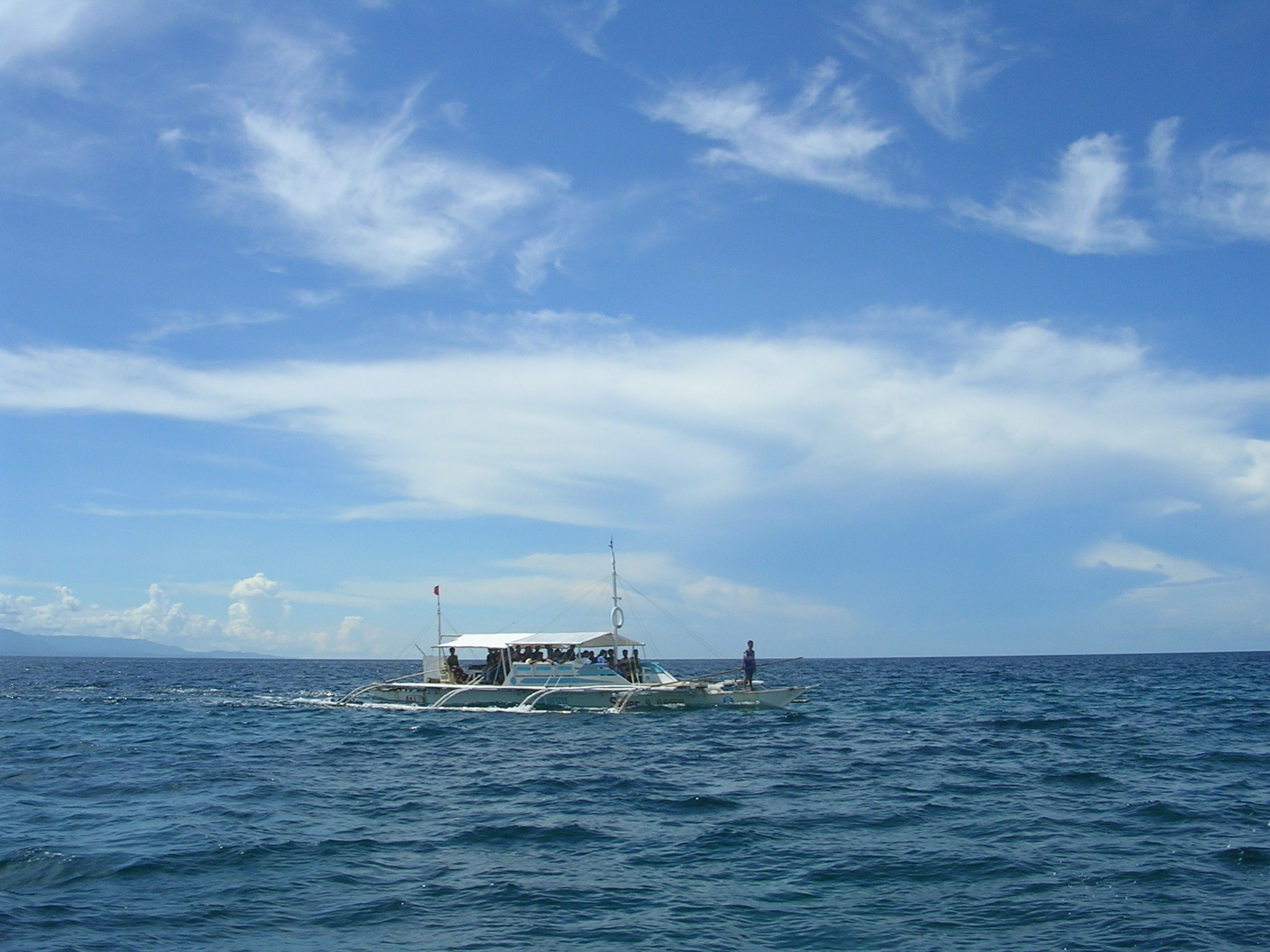
Embarcation sur la mer des Camotes.